# Fernão Ferro / Lagoa de Albufeira
Fernão Ferro / Lagoa de Albufeira este o arie protejată (sit de importanță comunitară — SCI) din Portugalia întinsă pe o suprafață de 4.320,96 ha, integral pe uscat.

## Localizare
Centrul sitului Fernão Ferro / Lagoa de Albufeira este situat la coordonatele 38°33′02″N 9°08′39″W / 38.5506°N 9.1443°V.

## Înființare
Situl Fernão Ferro / Lagoa de Albufeira a fost declarat sit de importanță comunitară în iulie 1999 pentru a proteja 7 specii de plante și 3 specii de animale.

## Biodiversitate
Situată în ecoregiunea mediteraneană, aria protejată conține 21 de habitate naturale: Lagune de coastă, Salicornia și alte specii anuale care populează regiunile mlăștinoase și nisipoase, Pășuni mediteraneene udate de apa mării (Juncetalia maritimi), Dune fixe decalcificate atlantice (Calluno-Ulicetea), Depresiuni intradunale umede, Dune cu vegetație ierboasă Malcolmietalia, Dune de coastă cu Juniperus spp., Dune cu tufărișuri sclerofile Cisto-Lavenduletalia, Dune împădurite cu Pinus pinea și/sau Pinus pinaster, Ape oligotrofe din câmpii nisipoase, cu un conținut foarte redus de minerale (Littorelletalia uniflorae), Lacuri eutrofice naturale cu vegetație de tip Magnopotamion sau Hydrocharition, Lacuri și iazuri distrofice naturale, Iazuri temporare mediteraneene, Pajiști umede atlantice temperate cu Erica ciliaris și Erica tetralix, Pajiști uscate europene, Dehesas cu Quercus spp. perene, Pajiști cu Molinia pe soluri calcaroase, turboase sau argilos-nămoloase (Molinion caeruleae), Pajiști umede mediteraneene cu ierburi înalte de Molinio-Holoschoenion, Mlaștini turboase de tranziție și turbării mișcătoare, Păduri aluvionare cu Alnus glutinosa și Fraxinus excelsior (Alno-Padion, Alnion incanae, Salicion albae), Galerii de Salix alba și de Populus alba.
La baza desemnării sitului se află mai multe specii protejate:
- plante (7): Armeria rouyana, Euphorbia transtagana, Jonopsidium acaule, Linaria ficalhoana, Santolina impressa, caropsis verticillatoinundata (Thorella verticillatinundata), Thymus carnosus
- mamifere (1): vidră de râu (Lutra lutra)
- pești (1): Chondrostoma lusitanicum
- reptile (1): Mauremys leprosa

Pe lângă speciile protejate, pe teritoriul sitului au mai fost identificate 11 specii de plante, 1 specie de amfibieni, 7 specii de mamifere, 1 specie de reptile.